# Zala (provins)
Zala er en af de 19 provinser i Ungarn. Provinsen har et areal på 3.784 kvadratkilometer, og et indbyggertal (pr. 2008) på 291.678. Zalas hovedstad er Zalaegerszeg, der også er provinsens største by.
46°40′N 16°50′Ø / 46.67°N 16.83°Ø